# ديل آل عبد السلام
ديل آل عبد السلام هي إحدى قرى صحم في سلطنة عمان. بها العديد من الحصون والقلاع التي أقيمت لحمايتها من الغزوات على مر التاريخ، أهلها أهل كرم وجود. يبلغ عدد سكانها على حسب تعداد عام 2011 م حوالي 93,000 نسمة.
في سنة 1962 تقريباً حدث حريق هائل بالقرية، كما ورد في قصيدة:

## وصلات خارجية
- ولاية صحم من موقع وزارة الإعلام العمانية.